# Banteay Srei
Banteay Srei ali Banteay Srey (kmersko បន្ទាយស្រី, izgovorjava [ɓɑntiəj srəj]) je kamboški tempelj iz 10. stoletja, posvečen hindujskemu bogu Šivi. Stoji na območju Angkorja blizu hriba Phnom Dei, 25 km severovzhodno od glavne skupine templjev, ki so nekoč pripadali srednjeveškima prestolnicama Jasodharapura in Angkor Thom. Banteay Srei je zgrajen večinoma iz rdečega peščenjaka, medija, ki je primeren za dovršene okrasne stenske rezbarije, ki jih je še danes mogoče opaziti. Same stavbe so miniaturne, kar je nenavadno, če jih merimo po standardih angkorske gradnje. Ti dejavniki so naredili tempelj izjemno priljubljen med turisti in so privedli do tega, da ga na splošno hvalijo kot »dragocen dragulj« ali »dragulj kmerske umetnosti«.

## Zgodovina

### Temelj in širitev
Bantãy Srĕi, posvečen 22. aprila 967 našega štetja , je bil edini večji tempelj v Angkorju, ki ga ni zgradil monarh; njegovo gradnjo pripisujejo dvorjanoma po imenu Višnukumara in Jajnavaraha :367 / yajñavarāha (sodobna kmerščina យជ្ញវរាហៈ), ki sta služila kot svetovalca kralju Rajendravarmanu II. (sodobna khmerščina ព្រះបាទរាជេន្រ្ទវរ្ម័ន). Temeljna stela pravi, da je bil Jajnavaraha, vnuk kralja Harsavarmana I.:117 učenjak in človekoljub, ki je pomagal tistim, ki so trpeli zaradi bolezni, krivice ali revščine. Njegov učenec je bil bodoči kralj Džajavarman V. (vladal 968- ok. 1001). Prvotno je bil tempelj obkrožen z mestom, imenovanim Īśvarapura.
Jajñavarāhin tempelj je bil v prvi vrsti posvečen hindujskemu bogu Šivi. Prvotno je nosil ime Tribhuvanamaheśvara – veliki gospodar trojnega sveta – glede na Šivin lingam, ki je služil kot njegova osrednja verska podoba. Vendar se zdi, da so tempeljske stavbe razdeljene vzdolž osrednje osi vzhod–zahod med stavbe, ki so južno od osi in so posvečene Šivi, ter tiste severno od osi, ki so posvečene Višnuju.
Sodobno ime templja, Bantãy Srĕi – utrdba žensk ali trdnjava lepote – je verjetno povezano z zapletenostjo reliefov, ki jih najdemo na stenah in majhnimi dimenzijami samih stavb. Nekateri domnevajo, da se nanaša na številne deve, vklesane v stene stavb.

### Razširitev in ponovna posvetitev
Bantãy Srĕi je bil v 11. stoletju podvržen nadaljnji širitvi in obnovi.:96   Na neki točki je prišel pod nadzor kralja in njegova prvotna posvetitev je bila spremenjena; napis K 194 iz Phnoṃ Sandaka, datiran v ponedeljek, 14. ali 28. julij 1119 n. št.. beleži (vrstica B 13), da je bil tempelj dan duhovniku Divākarapaṇḍita in ponovno posvečen Šivi. Ostal je v uporabi vsaj do štirinajstega stoletja glede na zadnji znani napis K 569, datiran v četrtek, 8. avgusta 1303.

### Obnova
Tempelj so ponovno odkrili leta 1914 in je bil predmet slavnega primera kraje umetnin, ko je André Malraux leta 1923 ukradel štiri deve. (Kmalu so ga aretirali in figure vrnili.) Incident je spodbudil zanimanje za mesto, ki je bil naslednje leto očiščeno.
V 1930-ih je bil Banteay Srei obnovljen s prvo pomembno uporabo anastiloze v Angkorju, pri kateri se uničena stavba ali spomenik obnovi z uporabo izvirnih arhitekturnih elementov v največji možni meri. Do odkritja temeljne stele leta 1936 se je domnevalo, da skrajni okras nakazuje poznejši datum, kot je bil primer.
Da bi preprečili poškodbe mesta pred vodo, je skupni kamboško-švicarski ohranitveni projekt Banteay Srei med letoma 2000 in 2003 namestil drenažni sistem. Sprejeti so bili tudi ukrepi za preprečitev škode na stenah templjev zaradi bližnjih dreves.
Na žalost so tempelj opustošili krajani in vandalizem. Ko so proti koncu 20. stoletja oblasti odstranile nekaj originalnih kipov in jih nadomestile z betonskimi replikami, so roparji začeli napadati replike. Kip Šive in njegove šakti Ume, ki je bil odnesen v Narodni muzej v Phnom Penhu na hrambo, je bil napaden v samem muzeju.

## Materiali in slog
Banteay Srei je v veliki meri zgrajen iz trdega rdečega peščenjaka, ki ga je mogoče rezljati kot les. Opeka in laterit sta bila uporabljena le za ogradne stene in nekatere konstrukcijske elemente. Tempelj je znan po lepoti svojih preklad in pedimentov iz peščenjaka.
Pediment je približno trikoten prostor nad pravokotnimi vrati ali odprtinami. V Banteay Srei so pedimenti razmeroma veliki v primerjavi z odprtinami spodaj in imajo zajetno dvokapno obliko. Prvič v zgodovini kmerske arhitekture so na pedimentih upodobljeni celi prizori mitološke tematike.
Preklada je vodoravni nosilec, ki se razteza med dvema stebroma. Nekatere preklade služijo konstrukcijskemu namenu, saj podpirajo težo nadgradnje, medtem ko so druge zgolj okrasne. Preklade v Banteay Sreiju so čudovito izrezljane in se po kakovosti kosajo s tistimi v slogu Preah Ko iz 9. stoletja.
Pomembni okrasni motivi so: kala (zobata pošast, ki simbolizira čas), varuha dvarapala (oborožena zaščitnica templja) in deva (polboginja), lažna vrata in kolonete. Dejansko se zdi, da okrasne rezbarije pokrivajo skoraj vse razpoložljive površine. Po besedah pionirskega učenjaka Angkorja Mauricea Glaizeja: »Glede na zelo poseben čar Banteay Sreija – njegovo izjemno stanje ohranjenosti in odličnost skoraj popolne okrasne tehnike – ne bi smeli oklevati, da bi ga od vseh spomenikov skupine Angkor uvrstili na najvišjo prioriteto«. V Banteay Sreiju, je zapisal Glaize, »je delo bolj povezano z umetnostjo zlatarja ali rezbarjenjem v lesu kot s kiparstvom v kamnu«.

## Najdišče
Lokacija je sestavljena iz treh koncentričnih pravokotnih ograjenih prostorov, zgrajenih na osi vzhod–zahod. Nasip, ki je na osi, vodi od zunanje gopure ali vrat do tretjega ali najbolj oddaljenega od treh ograjenih prostorov. Notranji ograjen prostor vsebuje svetišče, sestavljeno iz vhodne dvorane in treh stolpov, ter dve stavbi, ki ju običajno imenujemo knjižnici.

### Zunanja gopura
Gopura je vse, kar je ostalo od zunanjega obzidja, ki obdaja mesto Isvapura. Zid naj bi zaobjel približno 500 kvadratnih metrov in je bil morda zgrajen iz lesa. Vzhodni pediment gopure prikazuje Indro, ki je bil povezan s to smerjo, na svojem troglavem belem slonu Airavata. 67 m dolg nasip z ostanki hodnikov na obeh straneh povezuje gopuro s tretjo ogrado. Severno in južno od tega nasipa so galerije z orientacijo sever–jug.

### Tretje (zunanje) dvorišče
Tretje dvorišče je veliko 95 × 110 m; obdano je z lateritnim zidom, ki ga na vzhodnem in zahodnem koncu prebijajo gopure. Noben pediment vzhodne gopure ni na mestu. Pediment, obrnjen proti zahodu, je zdaj v Musée Guimet v Parizu. Prikazuje prizor iz Mahabhārate, v katerem se brata Asure Sunda in Upasunda borita za apsaro Tilottama. Proti vzhodu obrnjen zatrep leži na tleh. Upodablja prizor iz Rāmājaṇe, v katerem demon zgrabi Ramovo ženo Sito. Večino območja znotraj tretjega ograjenega prostora zavzema jarek, razdeljen na dva dela z nasipoma na vzhodu in zahodu.

### Drugo dvorišče
Drugi ograjen prostor leži med zunanjim lateritnim zidom, ki meri 38 × 42 m, z gopurami na vzhodnem in zahodnem koncu in opečnatim notranjim zidom ograjenega prostora, ki meri 24 × 24 m. Zahodna gopura ima zanimiv relief, ki prikazuje dvoboj opičjih princev Valija in Sugrive ter Rāmin poseg v Sugrīvino korist. Notranja ograjena stena se je podrla, tako da je na vzhodnem koncu ostala gopura, na zahodnem pa opečnato svetišče. Vzhodni pediment gopure prikazuje Šiva Nataraja; proti zahodu obrnjeni pediment ima podobo Karaikal Amaijar, ene od treh svetnic med triinšestdesetimi Najanmarji (psi Šive). Prav tako so se deloma porušile lateritne galerije, ki so nekoč zapolnjevale drugo dvorišče (po ena na severu in jugu, po dve na vzhodu in zahodu). Pediment na eni od galerij prikazuje moža leva Narasiṃho, ki s kremplji klesti demona Hiranjakašipuja.

### Prvo notranje dvorišče
Med gopurami na podrti notranji steni so stavbe notranjega ograjenega prostora: knjižnica v jugovzhodnem kotu in druga v severovzhodnem kotu, v središču pa svetišče, postavljeno na ploščad v obliki črke T, visoko 0,9 m. Poleg tega, da so to najbolj ekstravagantno okrašeni deli templja, so bili ti tudi najuspešneje obnovljeni (k temu pripomoreta vzdržljivost peščenjaka in njihova majhnost). Leta 2010 je prvo dvorišče ponovno odprto za obiskovalce, vendar so notranji templji zaprti in nedostopni.

#### Knjižnice
Dve knjižnici sta iz opeke, laterita in peščenjaka. Vsaka knjižnica ima dva pedimenta, enega na vzhodni in enega na zahodni strani. Po besedah Mauricea Glaizeja so štirje knjižnični pedimenti, »ki predstavljajo prvo pojavnost timpanonov s prizori, dela najvišjega razreda. V kompoziciji so boljši od vseh, ki so sledili, kažejo pravo obrtništvo pri modeliranju v spretni mešanici stilizacije in realizma«.
Proti vzhodu obrnjeni pediment na južni knjižnici prikazuje Šivo, sedeč na vrhu gore Kailaš, njegovega mitološkega bivališča. Njegova soproga Umā mu sedi v naročju in se zaskrbljeno oklepa njegovega trupa. Na pobočjih gore so prisotna tudi druga bitja, razporejena v strogi hierarhiji treh stopenj od vrha do dna. V zgornjem nivoju sedijo bradati modreci in asketi, v srednjem nivoju mitološke figure z živalskimi glavami in človeškimi telesi, v spodnjem nivoju pa velike živali, vključno s številnimi levi. Na sredini prizora stoji desetglavi demonski kralj Rāvaṇa. Trese goro v njenih temeljih, medtem ko živali bežijo pred njegovo navzočnostjo in medtem ko modreci in mitološka bitja razpravljajo o situaciji ali molijo. Po legendi je Šiva preprečil Rāvaṇi, da bi zatresel goro, tako da je s prstom na nogi pritisnil na goro in Rāvano ujel pod njo za 1000 let.
Proti zahodu obrnjeni pediment na južni knjižnici prikazuje Šivo, ki ponovno sedi na vrhu gore Kailāš. Na levi strani gleda boga ljubezni Kāmo, ki vanj meri s puščico. Umā sedi desno od Šive; podaja ji verižico perlic. Pobočja gore so natrpana z drugimi bitji, spet urejenimi v strogi hierarhiji od vrha do dna. Tik pod Šivo sedi skupina bradatih modrecev in asketov, pod katerimi drugi nivo zasedajo mitološka bitja z živalskimi glavami in človeškimi telesi; najnižji sloj pripada navadnemu ljudstvu, ki se družabno druži s krotkimi jeleni in velikim nežnim bikom. Po legendi je Kāma izstrelil puščico v Šivo, da bi povzročil, da se Šiva začne zanimati za Umo. Šiva pa je bil zaradi te provokacije močno razjezen in je Kāmo kaznoval tako, da je vanj gledal s svojim tretjim očesom in tako ocvrl Kāmo v žerjavico.
Proti vzhodu obrnjeni pediment na severni knjižnici prikazuje boga neba Indro, ki ustvarja dež, da bi pogasil gozdni požar, ki ga je zanetil bog ognja Agni, da bi ubil kralja nāga Takšaka, ki je živel v gozdu Khandava. Mahābhāratin junak Krišna in Arjuna sta prikazana, kako pomagata Agniju tako, da izstrelita gosto točo puščic, da preprečita Indrov dež. Takṣakov sin Ašvasena je upodobljen, kako poskuša pobegniti pred požarom, medtem ko druge živali v paniki drvijo naokoli.
Proti zahodu obrnjeni zatrep na severni knjižnici prikazuje Kṛišṇa, kako ubija svojega zlobnega strica Kamso.

#### Svetišče
V svetišče se vstopa z vzhoda skozi vrata, visoka le 1,08 m: v notranjosti je vhodna soba (ali mandapa – dvorana s stebri ali paviljon za javne obrede v indijski arhitekturi) s streho iz opeke, nato pa kratek hodnik, ki vodi do treh stolpov na zahodu: osrednji stolp je najvišji, na 9,8 m. Glaize opaža vtis občutljivosti, ki ga dajejo stolpom antefiksi na vsakem od njihovih nivojev. Vsako od šestih stopnišč, ki vodijo na ploščad, sta varovala dva klečeča kipa človeških figur z živalskimi glavami; večina tistih, ki so zdaj na mestu, so replike, izvirniki pa so bili ukradeni ali odstranjeni v muzeje.